# Codice ATC C02
Il codice ATC C02 "Antipertensivi" è un sottogruppo del sistema di classificazione Anatomico Terapeutico e Chimico, un sistema di codici alfanumerici sviluppato dall'OMS per la classificazione dei farmaci e altri prodotti medici. Il sottogruppo C02 fa parte del gruppo anatomico C, farmaci per l'apparato circolatorio.
Codici per uso veterinario (codici ATCvet) possono essere creati ponendo la lettera Q di fronte al codice ATC umano: QC02...
Numeri nazionali della classificazione ATC possono includere codici aggiuntivi non presenti in questa lista, che segue la versione OMS.

## C02A Agenti Simpaticolitici ad azione centrale

### C02AA Alcaloidi della Rauwolfia
C02AA01 Rescinnamina
C02AA02 Reserpina
C02AA03 Associazioni di alcaloidi della Rauwolfia
C02AA04 Alcaloidi della Rauwolfia, radice intera
C02AA05 Deserpidina
C02AA06 Metoserpidina
C02AA07 Bietaserpina
C02AA52 Reserpina, associazioni
C02AA53 Associazioni di alcaloidi della Rauwolfia, associazioni
C02AA57 Bietaserpina, associazioni

### C02AB Metildopa
C02AB01 Metildopa (levogira)
C02AB02 Metildopa (racemica)

### C02AC Agonisti dei recettori dell'imidazolina
C02AC01 Clonidina
C02AC02 Guanfacina
C02AC04 Tolonidina
C02AC05 Moxonidina
C02AC06 Rilmenidina

## C02B Agenti antiadrenergici, ganglio-bloccanti

### C02BA Derivati del Solfonio
C02BA01 Trimetafano

### C02BB secondarie e terziarie
C02BB01 Mecamilamina

## C02C Agenti antiadrenergici ad azione periferica

### C02CA Alfabloccanti
C02CA01 Prazosin
C02CA02 Indoramina
C02CA03 Trimazosin
C02CA04 Doxazosin
C02CA06 Urapidil

### C02CC Derivati guanidinici
C02CC01 Betanidina
C02CC02 Guanetidina
C02CC03 Guanoxano
C02CC04 Debrisochina
C02CC05 Guanoclor
C02CC06 Guanazodina
C02CC07 Guanoxabenz

## C02D Sostanze agenti sulla muscolatura liscia arteriolare

### C02DA Derivati tiazidici
C02DA01 Diazossido

### C02DB Derivati dell'idrazinoftalazina
C02DB01 Diidralazina
C02DB02 Idralazina
C02DB03 Endralazina
C02DB04 Cadralazina

### C02DC Derivati della pirimidina
C02DC01 Minoxidil

### C02DD Derivati del nitroprussiato di sodio
C02DD01 Nitroprussiato di sodio

### C02DG Derivati guanidinici
C02DG01 Pinacidil

## C02K Altri antipertensivi

### C02KA Alcaloidi, esclusa la Rauwolfia
C02KA01 Veratro

### C02KB Inibitori della tirosina idrossilasi
C02KB01 Metirosina

### C02KC Inibitori della monoaminossidasi
C02KC01 Pargilina

### C02KD Antagonisti della serotonina
C02KD01 Ketanserina

### C02KX Antipertensivi per l'ipertensione arteriosa polmonare
C02KX01 Bosentan
C02KX02 Ambrisentan
C02KX03 Sitaxentan
C02KX04 Macitentan
C02KX05 Riociguat

## C02L Antipertensivi e diuretici in associazione

### C02LA Alcaloidi della Rauwolfia e diuretici in associazione
C02LA01 Reserpina e diuretici
C02LA02 Rescinnamina e diuretici
C02LA03 Deserpidina e diuretici
C02LA04 Metoserpidina e diuretici
C02LA07 Bietaserpina e diuretici
C02LA08 Alcaloidi della Rauwolfia, radice intera e diuretici
C02LA09 Sirosingopina e diuretici
C02LA50 Associazioni di alcaloidi della Rauwolfia e diuretici incluse altre associazioni
C02LA51 Reserpina e diuretici, associazioni con altri farmaci
C02LA52 Rescinnamina e diuretici, associazioni con altri farmaci
C02LA71 Reserpina e diuretici, associazioni con psicolettici

### C02LB Metildopa e diuretici in associazione
C02LB01 Metildopa (levogira) e diuretici

### C02LC Agonisti dei recettori dell'imidazolina in associazione con diuretici
C02LC01 Clonidina e diuretici
C02LC05 Moxonidina e diuretici
C02LC51 Clonidina e diuretici, associazioni con altri farmaci

### C02LE Antagonisti degli alfa-adrenorecettori e diuretici
C02LE01 Prazosina e diuretici

### C02LF Derivati guanidinici e diuretici
C02LF01 Guanetidina e diuretici

### C02LG Derivati dell'idrazinoftalazina e diuretici
C02LG01 Diidralazina e diuretici
C02LG02 Idralazina e diuretici
C02LG03 Picodralazina e diuretici
C02LG51 Diidralazina e diuretici, associazioni con altri farmaci
C02LG73 Picodralazina e diuretici, associazioni con psicolettici

### C02LK Alcaloidi, esclusa Rauwolfia, in associazioni con diuretici
C02LK01 Veratro e diuretici

### C02LL Inibitori MAO e diuretici
C02LL01 Pargilina e diuretici

### C02LX Altri antipertensivi e diuretici
C02LX01 Pinacidil e diuretici

## C02N Associazioni di antipertensivi del gruppo ATC C02
Gruppo vuoto